# Václav Kadlec
Václav Kadlec (Prága, 1992. május 20. –) cseh válogatott labdarúgó, csatár.

## Pályafutása

### Klubcsapatokban
2008. október 25-én debütált a a cseh élvonalban a Sparta Praha színeiben, egy 1. FK Příbram elleni bajnokin, 16 éves korában. 2007-ben tárgyalt a Liverpool csapatával, azonban végül nem csatlakozott az angol klub akadémiájához, hanem maradt hazájában. 2012 novemberében egy FK Mladá Boleslav elleni bajnokin ütközött az ellenfél játékosával, Martin Nešporral és koponyatörést szenvedett. A Spartahban 111 bajnoki mérkőzésen 32 gólt ért el, a 2009-2010-es szezonban bajnoki címet ünnepelhetett a csapattal.
2013. augusztus 18-án a német Bundesligában szereplő Eintracht Frankfurt szerződtette. Első idényében meghatározó tagja volt a csapatnak, 29 tétmérkőzésen nyolcszor volt eredményes, azonban ezt követően folyamatos térdsérülések hátráltatták. A 2014–15-ös idény egy részét kölcsönben a Spartahban töltötte, majd Dániába, a Midtjylland együtteséhez igazolt. 	
2016 nyarán visszatért a Sparta Praha együtteséhez. Szeptember 29-én, az olasz Internazionale elleni Európa-liga-mérkőzésen két gólt szerzett, csapata 3–1-re győzött.
Ezt követően újabb térdsérülést szenvedett, és a következő három szezonban 68 bajnokin nem léphetett pályára a lehetséges 99-ből. Sérüléséből nem tudott felgyógyulni, folyamatos térdbántalmai miatt 2020 februárjában, 27 évesen bejelentette, hogy felhagy a profi labdarúgással.

### A válogatottban
2010. október 12-én mutatkozott be a cseh válogatottban Liechtenstein ellen, és meg is szerezte első válogatott gólját, amivel a cseh válogatott történetének legfiatalabb gólszerzője lett. Részt vett a 2011-es U21-es Európa-bajnokságon.

## Statisztika

### Klubcsapatokban
Forrás:
| Klub                | Szezon         | Bajnokság          | Bajnokság     | Bajnokság | Országos kupa | Országos kupa | Nemzetközi kupa | Nemzetközi kupa | Egyéb         | Egyéb | Összesen      | Összesen |
| Klub                | Szezon         | Bajnokság          | Pályára lépés | Gól       | Pályára lépés | Gól           | Pályára lépés   | Gól             | Pályára lépés | Gól   | Pályára lépés | Gól      |
| ------------------- | -------------- | ------------------ | ------------- | --------- | ------------- | ------------- | --------------- | --------------- | ------------- | ----- | ------------- | -------- |
| Sparta Praha        | 2008–09        | Czech First League | 12            | 2         | 3             | 1             | 0               | 0               | –             | –     | 15            | 3        |
| Sparta Praha        | 2009–10        | Czech First League | 29            | 6         | 5             | 2             | 9               | 0               | –             | –     | 43            | 8        |
| Sparta Praha        | 2010–11        | Czech First League | 25            | 4         | 1             | 0             | 11              | 3               | 1             | 0     | 38            | 7        |
| Sparta Praha        | 2011–12        | Czech First League | 14            | 3         | 4             | 2             | 4               | 0               | –             | –     | 22            | 5        |
| Sparta Praha        | 2012–13        | Czech First League | 26            | 14        | 4             | 2             | 10              | 4               | –             | –     | 40            | 20       |
| Sparta Praha        | 2013–14        | Czech First League | 5             | 3         | 0             | 0             | 2               | 0               | –             | –     | 7             | 3        |
| Sparta Praha        | Összesen       | Összesen           | 111           | 32        | 17            | 7             | 36              | 7               | 1             | 0     | 165           | 46       |
| Eintracht Frankfurt | 2013–14        | Bundesliga         | 21            | 5         | 3             | 1             | 5               | 2               | –             | –     | 29            | 8        |
| Eintracht Frankfurt | 2014–15        | Bundesliga         | 4             | 1         | 1             | 1             | –               | –               | –             | –     | 5             | 2        |
| Eintracht Frankfurt | 2015–16        | Bundesliga         | 5             | 0         | 0             | 0             | –               | –               | –             | –     | 5             | 0        |
| Eintracht Frankfurt | Összesen       | Összesen           | 30            | 6         | 4             | 2             | 5               | 2               | 0             | 0     | 39            | 10       |
| Sparta Praha        | 2014–15        | Czech First League | 13            | 9         | 1             | 1             | –               | –               | –             | –     | 14            | 10       |
| Midtjylland         | 2015–16        | Danish Superliga   | 6             | 0         | 0             | 0             | 2               | 0               | –             | –     | 8             | 0        |
| Midtjylland         | 2016–17        | Danish Superliga   | 7             | 3         | 0             | 0             | 8               | 0               | –             | –     | 15            | 3        |
| Midtjylland         | Összesen       | Összesen           | 13            | 3         | 0             | 0             | 10              | 0               | 0             | 0     | 23            | 3        |
| Sparta Praha        | 2016–17        | Czech First League | 15            | 3         | 1             | 0             | 3               | 2               | –             | –     | 19            | 5        |
| Sparta Praha        | 2017–18        | Czech First League | 21            | 6         | 1             | 0             | 1               | 0               | –             | –     | 23            | 6        |
| Sparta Praha        | 2018–19        | Czech First League | 2             | 0         | 0             | 0             | 0               | 0               | –             | –     | 2             | 0        |
| Sparta Praha        | Összesen       | Összesen           | 38            | 9         | 2             | 0             | 4               | 2               | 0             | 0     | 44            | 11       |
| Karrier összes      | Karrier összes | Karrier összes     | 205           | 59        | 24            | 10            | 55              | 11              | 1             | 0     | 285           | 80       |

### Góljai a válogatottban
Az eredmények minden esetben a cseh válogatott szempontjából értendőek.
| #  | Dátum               | Helyszín                        | Ellenfél      | Eredmény a gólt követően | Végeredmény | Versenysorozat                                                |
| -- | ------------------- | ------------------------------- | ------------- | ------------------------ | ----------- | ------------------------------------------------------------- |
| 1. | 2010. október 12.   | Rheinpark Stadion, Vaduz        | Liechtenstein | 2–0                      | 2–0         | 2012-es labdarúgó-Európa-bajnokság (selejtező – I csoport)    |
| 2. | 2013. október 11.   | Nemzeti Stadion, Ta’ Qali       | Málta         | 3–1                      | 4–1         | 2014-es labdarúgó-világbajnokság-selejtező (UEFA – B csoport) |
| 3. | 2016. augusztus 31. | Městský stadion, Mladá Boleslav | Örményország  | 2–0                      | 3–0         | Barátságos mérkőzés                                           |
| 4. | 2017. október 8.    | Doosan Aréna, Plzeň             | San Marino    | 5–0                      | 5–0         | 2018-as labdarúgó-világbajnokság-selejtező (UEFA – C csoport) |

## Sikerei, díjai
Sparta Praha
- Cseh bajnok: 2009–10, 2013–14
- Cseh Szuperkupa-győztes: 2010
- Az év fiatal tehetsége Csehországban: 2010

## További információ
- Václav Kadlec hivatalos honlapja
- Václav Kadlec válogatott statisztikái a cseh labdarúgó-szövetség honlapján (csehül)
- "Nový Rosický" Václav Kadlec: V deseti letech jsem dal 700 nožiček (cseh nyelven). Nova Sport. CET 21 spol. s r.o.. (Hozzáférés: 2009. augusztus 22.)